# Bennie Green with Art Farmer
Bennie Green with Art Farmer è un album di Bennie Green e Art Farmer, pubblicato dalla Prestige Records nel 1956. Il disco fu registrato il 13 aprile del 1956 al Rudy Van Gelder Studio di Hackensack, nel New Jersey (Stati Uniti).

## Tracce
Lato A
1. My Blue Heaven – 5:26 (George A. Whiting, Walter Donaldson)
2. Sky Coach – 5:31 (Art Farmer)
3. Cliff Dweller – 5:50 (Cliff Smalls)

Lato B
1. Let's Stretch – 10:52 (Bennie Green)
2. Gone with the Wind – 6:24 (Allie Wrubel, Herb Magidson)

## Musicisti
- Art Farmer  - tromba
- Bennie Green  - trombone
- Cliff Smalls  - pianoforte
- Addison Farmer  - contrabbasso
- Philly Joe Jones  - batteria